# Nobody Sleeps in the Woods Tonight 2
Nobody Sleeps in the Woods Tonight 2 (Originaltitel: W lesie dziś nie zaśnie nikt 2) ist ein polnischer Splatterfilm von Regisseur Bartosz M. Kowalski, der weltweit am 27. Oktober 2021 in das Programm von Netflix aufgenommen wurde. Es handelt sich um eine Fortsetzung zum Film Nobody Sleeps in the Woods Tonight aus dem Jahr 2020.

## Handlung
Nach den Ereignissen aus dem ersten Film sucht Zosia die örtliche Polizeiwache auf und berichtet über die Geschehnisse. Unter der Leitung von Sergeant Waldek Gwizdała werden daraufhin die beiden noch lebenden Zwillinge verhaftet, aber auch Zosia wird vorerst festgenommen, um die zahlreichen Todesfälle lückenlos aufklären zu können. Am nächsten Morgen bringt Waldek sie zum Herrenhaus der Zwillinge, wo sie ihre Aussage treffen soll. Nachdem auch Zosia vom kosmischen Parasiten befallen wird, kann sie sich in einem unbeobachteten Moment von ihren Handschellen befreien. Auch sie entwickelt sich zu einer entstellten Kreatur, tötet Waldek und flüchtet in den Wald.
Das Verschwinden ihres Vorgesetzten wird schon bald von den Polizisten Adam Adamiec und Wanessa Kowalczyk bemerkt. Da eine Spezialeinheit aus Warschau erst am nächsten Tag eintreffen soll, entschließen sie sich dazu, der Sache selbst auf den Grund zu gehen. Als beide die Leiche von Waldek finden, rufen sie die Nazis Mariusz und Slawek zur Hilfe. Zu viert verfolgen sie die Spur von Zosia und stellen im Wald Fallen auf, falls die Flüchtige umkehren sollte. Slawek verletzt sich jedoch beim Aufbau einer dieser Fallen, weshalb die Gruppe entscheidet, ihn ins nahegelegene Feriencamp zu bringen, wo er von einem Notarzt abgeholt werden soll.
Vor Ort treffen sie allerdings nur einen weiteren von Zosia verursachten Leichenberg an; einzig die Prostituierte Janeczka hat überlebt. Nachdem Slawek aufgrund fehlender medizinischer Versorgung gestorben ist, entschließen sich die restlichen Überlebenden dazu, Janeczka als Köder zu benutzen. So wollen sie Zosia anlocken und im Anschluss umbringen, doch die Flüchtige kommt ihnen zuvor und schaltet Mariusz und Janeczka aus. Während Wanessa fliehen kann und zur Polizeiwache zurückkehrt, wird auch Adam von Zosia in eine entstellte Kreatur verwandelt. Beide verbünden sich und töten den Ladenbesitzer Janusz, nachdem dieser zuvor seinen Hund misshandelt hat.
Als Adam und Zosia im Anschluss die Polizeiwache aufsuchen, um die Zwillinge zu befreien, werden sie schon von Wanessa erwartet. Die Polizistin stellt sich beiden Kreaturen entgegen, wird aber von Zosia brutal ermordet, nachdem es ihr ehemaliger Kollege Adam aufgrund seiner Vergangenheit nicht konnte. Fast gleichzeitig trifft die Spezialeinheit aus Warschau ein und überfährt Zosia. Während die gesamte Polizeiwache samt den Zwillingen durch eine Handgranate explodiert, wird Adam von den Einsatzkräften verhaftet. Später sieht man, wie an ihm in einem Labor Experimente durchgeführt werden.

## Produktion
Nachdem der Slasher Nobody Sleeps in the Woods Tonight zu einem der meistgesehenen Werke auf Netflix im Jahr 2020 wurde, verkündete der Streaminganbieter im März 2021 den Produktionsbeginn der Fortsetzung Nobody Sleeps in the Woods Tonight 2. Bartosz M. Kowalski übernahm wie beim Vorgängerfilm die Regie und schrieb gemeinsam mit Mirella Zaradkiewicz das Drehbuch, welches unter anderem die soziale Spaltung in Polen aufgreifen sollte. Seitens der Filmemacher wurde die Fortsetzung als „perverse, groteske und blutige Geschichte über die Suche nach Liebe“ beschrieben. Zu den wiederkehrenden Darstellern aus dem Vorgängerfilm zählen neben Julia Wieniawa auch Sebastian Stankiewicz, Robert Wabich, Izabela Dąbrowska und Wojciech Mecwaldowski. Als Neuzugänge schlossen sich Mateusz Więcławek, Zofia Wichłacz und Andrzej Grabowski der Besetzung an.
Ein Trailer zum Film erschien am 20. Oktober 2021. Nobody Sleeps in the Woods Tonight 2 wurde weltweit am 27. Oktober 2021 in das Programm von Netflix aufgenommen. Im Veröffentlichungsjahr war die Fortsetzung der dritterfolgreichste nicht-englischsprachige Film des Streamingdienstes.

## Synchronisation
Die deutschsprachige Synchronisation entstand nach einem Dialogbuch von Carsten Bengelsdorf und unter der Dialogregie von Peter Baatz-Mechler bei den Eclair Studios.
| Rolle                    | Darsteller            | Synchronsprecher   |
| ------------------------ | --------------------- | ------------------ |
| Zosia Wolska             | Julia Wieniawa        | Amelie Plaas-Link  |
| Adam Adamiec             | Mateusz Więcławek     | Julius Jellinek    |
| Wanessa Kowalczyk        | Zofia Wichłacz        | Marie-Isabel Walke |
| Mariusz                  | Sebastian Stankiewicz | Alexander Hauff    |
| Slawek                   | Robert Wabich         | Martin Schubach    |
| Janeczka                 | Izabela Dąbrowska     | Anna Dramski       |
| Sergeant Waldek Gwizdała | Andrzej Grabowski     | Axel Lutter        |
| Oliwier                  | Wojciech Mecwaldowski | Rainer Fritzsche   |

## Kritiken
John Serba vom Decider zieht in seiner Kritik ein positives Fazit und attestiert Nobody Sleeps in the Woods Tonight 2, aufgrund einer raffinierten Überraschung im dritten Akt besser als der genretypische Vorgängerfilm zu sein. Die Fortsetzung bediene zunächst die Gore- und Slasher-Erwartungen der Zuschauer, drohe aber zu versanden. Regisseur Bartosz M. Kowalski überrasche deshalb mit einem seltsamen Twist und mache den Film zu einer Pseudo-Romcom. Die Tonverschiebung irritiere zunächst, gebe dem Werk aber die Möglichkeit, philosophische und ethische Fragen aufzuwerfen. Dialoge als Selbstkommentar seien zwar nicht sonderlich subtil, ermöglichten es Nobody Sleeps in the Woods Tonight 2 allerdings, mit Konventionen zu spielen und offene Kritik an seinem eigenen Filmgenre zu üben.
Auch Jakub Demiańczuk von Polityka.pl zeigte sich von der Fortsetzung begeistert und bezeichnete den wirkungsvoll abschreckenden Nobody Sleeps in the Woods Tonight 2 als noch brutaler und blutiger als der Vorgängerfilm. Regisseur Bartosz M. Kowalski erzeuge eine klaustrophobische Atmosphäre und balanciere diese gut mit schwarzem Humor aus, wodurch die Fortsetzung im Stile amerikanischer Klassiker auf dem schmalen Grat zwischen Parodie und ernstzunehmendem Horror wandle. Grenzen würden dabei überschritten und die Toleranz des Publikums ausgetestet werden; der Subtext sei, dass jede Person von Dunkelheit und Hass verdorben werden könne.
Gespalten steht Renaldo Matadeen von CBR der zweiten Hälfte des Films gegenüber. Im Gegensatz zu anderen Genrevertretern wie Midsommar werde Intimität in Nobody Sleeps in the Woods Tonight 2 nicht für Schockwerte genutzt, sondern füge der Handlung eine niedliche Liebesgeschichte hinzu, die den Zuschauer berühren solle. Regisseur Bartosz M. Kowalski mache sich in diesen geschmackvoll inszenierten Szenen über das Horrorgenre lustig, doch die ganze Sequenz würden viel zu lange dauern und den Zuschauer insgesamt eher verstört zurücklassen.
Kritisch steht Oliver Armknecht von Film-Rezensionen der Fortsetzung gegenüber, die für ihn Horrorfans kaum zufriedenstellen könne. Die erste Hälfte des Films sei zwar noch recht unterhaltsam und erzeuge eine nette Atmosphäre, doch das Ende wäre völlig bizarr. Der Überraschungseffekt habe zwar seinen Reiz, doch der Twist passe weder zum Vorgängerfilm noch zum Filmbeginn. Überzeichnete Figuren ließen Nobody Sleeps in the Woods Tonight 2 eher wie eine Komödie als einen Horrorfilm wirken, ebenso sei die Spannung in der zweiten Hälfte auf dem Nullpunkt.